# Temporada da NHL de 1953–54
A temporada da NHL de 1953–54 foi a 37.ª  temporada da National Hockey League (NHL). Seis times jogaram 70 partidas cada. O Troféu Memorial James Norris fez sua estreia nessa temporada e seu primeiro vencedor foi Red Kelly do Detroit Red Wings. O Troféu Norris vai para o melhor defensor de cada ano e foi nomeado em homenagem a James E. Norris, dono da franquia do Detroit Red Wings de 1932 até sua morte em1952.

## Temporada Regular
O New York Rangers decidiu retirar Gump Worsley e veio comJohnny Bower no gol para essa temporada. Bower foi bem, mas não o suficiente para levar os Rangers para os playoffs. Todavia, os Rangers conseguiram ter um bom estreante emCamille Henry, que venceu o Troféu Memorial Calder.
Em 8 de dezembro, o Montreal Canadiens enfrentou o Toronto Maple Leafs no Maple Leaf Gardens e os times estabeleceram um recorde de mais penalidades em uma partida. A confusão começou quando o jogador de Montreal Ed Mazur entrou em uma briga com o de Toronto George Armstrong no primeiro período. Ambos receberam penalidades de má conduta no jogo. No início do segundo período, Bud MacPherson quebrou seu taco nas costelas do jogador de Toronto Ron Stewart. Ele escolheu não retaliar até uma hora mais oportuna. Ela veio aos 18:12 do terceiro período, quando Stewart e MacPherson colidiram novamente. Dessa vez eles se empurraram de forma bruta e as luvas caíram, com eles começando a se espancarem. Tom Johnson veio ajudar MacPherson e Stewart deu um murro que atingiu a mandíbula de Johnson. Stewart perseguiu MacPherson novamente, agora que ele estava em combate com Eric Nesterenko de Toronto e logo os bancos esvaziaram e todos estava lutando, exceto Maurice Richard e Tim Horton, que apenas seguravam o agasalho do outro. O árbitro Frank Udvari deu 36 penalizações, incluindo 15 má-condutas, para um recorde de 204 minutos de penalizações. Com apenas 2 minutos faltando na partida, apenas 8 jogadores de cada time, excluindo os goleiros Gerry McNeil e Harry Lumley, que participaram na confusão, tiveram permissão para terminar o jogo. O que quase foi esquecido é que Toronto venceu o jogo por 3–0.
Os Rangers gained ganharam alguma publicidade ao usarem o tão falado elixir preparado pelo restaurador Gene Leone,mas não houve resultados conclusivos.
Havia rumores persistentes de que o Chicago Black Hawks iria falir devido à má performance do time e à distância dos torcedores. O presidente da NHL Clarence Campbell discutiu os problemas com Arthur M. Wirtz e foi anunciado que os rumores não tinham justificativa.
O presidente Campbell esteve ocupado nessa temporada com multas e suspensões. Como resultado de um empurrão no árbitro Frank Udvari contra a parede em uma partida de 12 de novembro, Bernie Geoffrion foi multado em $250. Posteriormente, em um jogo de 20 de dezembro, ele e Ron Murphy participaram de um duelo de tacos que resultou em Murphy com a mandíbula quebrada. Ambos os jogadores foram suspensos.
Houve um problema que emergiu para Maurice Richard quando ele participou de um artigo no jornal Samedi Dimanche, chamando o presidente da NHL Clarence Campbell de ditador e tomou como exceção a punição por Campbell de Bernie "Boom Boom" Geoffrion pelo incidente de tacos. Richard foi obrigado a depositar uma quantida de $1.000 e não poderia mais participar de artigos.
O Detroit Red Wings foi o primeiro colocado da National Hockey League pela sexta temporada seguida.

### Classificação Final
Nota: PJ = Partidas Jogadas, V = Vitórias, D = Derrotas, E = Empates, Pts = Pontos, GP = Gols Pró, GC = Gols Contra

Times que se classificaram aos play-offs estão destacados em negrito
| National Hockey League | PJ | V  | D  | E  | Pts | GP  | GC  |
| ---------------------- | -- | -- | -- | -- | --- | --- | --- |
| Detroit Red Wings      | 70 | 37 | 19 | 14 | 88  | 191 | 132 |
| Montreal Canadiens     | 70 | 35 | 24 | 11 | 81  | 195 | 141 |
| Toronto Maple Leafs    | 70 | 32 | 24 | 14 | 78  | 152 | 131 |
| Boston Bruins          | 70 | 32 | 28 | 10 | 74  | 177 | 181 |
| New York Rangers       | 70 | 29 | 31 | 10 | 68  | 161 | 182 |
| Chicago Black Hawks    | 70 | 12 | 51 | 7  | 31  | 133 | 242 |

### Artilheiros
PJ = Partidas Jogadas, G = Gols, A = Assistências, Pts = Pontos, PEM = Penalizações em Minutos
| Jogador          | Time               | PJ | G  | A  | Pts | PEM |
| ---------------- | ------------------ | -- | -- | -- | --- | --- |
| Gordie Howe      | Detroit Red Wings  | 70 | 33 | 48 | 81  | 109 |
| Maurice Richard  | Montreal Canadiens | 70 | 37 | 30 | 67  | 112 |
| Ted Lindsay      | Detroit Red Wings  | 70 | 26 | 36 | 62  | 110 |
| Bernie Geoffrion | Montreal Canadiens | 54 | 29 | 25 | 54  | 87  |
| Bert Olmstead    | Montreal Canadiens | 70 | 15 | 37 | 52  | 85  |
| Red Kelly        | Detroit Red Wings  | 62 | 16 | 33 | 49  | 18  |
| Earl Reibel      | Detroit Red Wings  | 69 | 15 | 33 | 48  | 18  |
| Ed Sandford      | Boston Bruins      | 70 | 16 | 31 | 47  | 42  |
| Fleming Mackell  | Boston Bruins      | 70 | 15 | 32 | 47  | 60  |
| Ken Mosdell      | Montreal Canadiens | 67 | 22 | 24 | 46  | 64  |

## Playoffs
Após perder quatro partidas seguidas para o Montreal Canadiens, o administrador geral do Boston Bruins Art Ross, seu administrador desde o dia em que os Bruins entraram na NHL, anunciou sua aposentadoria. Ele esteve preparando Lynn Patrick para sucedê-lo e Patrick assumiu como administrador-geral.

## Prêmios da NHL
| Troféu Príncipe de Gales:     | Detroit Red Wings                 |
| Troféu Art Ross:              | Gordie Howe, Detroit Red Wings    |
| Troféu Memorial Calder:       | Camille Henry, New York Rangers   |
| Troféu Memorial Hart:         | Al Rollins, Chicago Black Hawks   |
| Troféu Memorial James Norris: | Red Kelly, Detroit Red Wings      |
| Troféu Memorial Lady Byng:    | Red Kelly, Detroit Red Wings      |
| Troféu Vezina:                | Harry Lumley, Toronto Maple Leafs |

### Times das Estrelas
| Primeiro Time                     | Position | Segundo Time                        |
| --------------------------------- | -------- | ----------------------------------- |
| Harry Lumley, Toronto Maple Leafs | G        | Terry Sawchuk, Detroit Red Wings    |
| Red Kelly, Detroit Red Wings      | D        | Bill Gadsby, Chicago Black Hawks    |
| Doug Harvey, Montreal Canadiens   | D        | Tim Horton, Toronto Maple Leafs     |
| Ken Mosdell, Montreal Canadiens   | C        | Ted Kennedy, Toronto Maple Leafs    |
| Gordie Howe, Detroit Red Wings    | RW       | Maurice Richard, Montreal Canadiens |
| Ted Lindsay, Detroit Red Wings    | LW       | Ed Sandford, Boston Bruins          |

## Estreias
O seguinte é uma lista de jogadores importantes que jogaram seu primeiro jogo na NHL em 1953-54 (listados com seu primeiro time, asterisco(*) marca estreia nos play-offs):
- Doug Mohns, Boston Bruins
- Earl Reibel, Detroit Red Wings
- Camille Henry, New York Rangers
- Johnny Bower, New York Rangers

## Últimos Jogos
O seguinte é uma lista de jogadores importantes que jogaram seu último jogo na NHL em 1953-54 (listados com seu último time):
- Woody Dumart, Boston Bruins
- George Gee, Chicago Black Hawks
- Jack Gelineau, Chicago Black Hawks
- Sid Abel, Chicago Black Hawks
- Jim McFadden, Chicago Black Hawks
- Elmer Lach, Montreal Canadiens
- Gaye Stewart, Montreal Canadiens
- Doug Bentley, New York Rangers
- Max Bentley, New York Rangers
- Leo Reise, New York Rangers
- Howie Meeker, Toronto Maple Leafs